# Faktor transfera
Faktori transfera su imunski molekuli koji izazivaju antigen-specifičan ćelijski-posredovani imunitet, prvenstveno odloženu hipersenzitivnost i produkciju limfokina, kao i vezivanje za same antigene. Oni imaju molekularnu težinu od približno 5000 Daltona. Oni su formirani od aminokiselina bez posttranskripcionih modifikacija. Faktore transfera je otkrio Henri Šervud Lovrenc.

## Upotreba
Faktori transfera su bili promovisani kao tretman za rak, multiplu sklerozu, amiotrofnu lateralnu sklerozu, HIV, Alchajmerovu bolest, autizam, dijabetes, neplodnost, muskularnu slabost, genetske i infektivne bolesti, herpes, Epštajn-Barov virus, hepatitis, astma i sindrom hroničnog umora. Nema dokaza da su ovi molekuli efektivni za tretman većine od tih oboljenja. Faktori transfera mogu da pomognu da se imunizuju deca sa leukemijom protiv herpes zoster FDA reguliše faktore transfera kao dijetalne suplemente i izdala je upozorenje da za ove supstance nije dokazano da su efektivne i bezbedne za tretman bilo kog oboljenja.

## Literatura
- Al-Askari, S (2009). „Henry Sherwood Lawrence”. Biographical Memoirs, Volume 90. United States National Academy of Sciences. стр. 237-255. ISBN 978-0-309-12148-4.

## Spoljašnje veze
- Transfer+factor на 